# Forty Licks
Forty Licks es un álbum doble recopilatorio que recorre los cuarenta años de trayectoria de los Rolling Stones, lanzado en el año 2002. Destaca por ser el primero en juntar material de los años 1960, bajo licencia de Decca / London (actualmente de bajo poder del sello ABKCO Records), con el material posterior, sobre el que la banda mantiene los derechos. A la vez que incluye cuatro nuevas canciones en el segundo disco.
El álbum fue un éxito comercial, ya que alcanzó el número 2 en las listas de éxitos del Reino Unido y Estados Unidos. Simultáneamente con el lanzamiento del álbum, los Stones se embarcaron durante un año en una exitosa gira internacional llamada Licks Tour, realizando 117 conciertos. Esta daría lugar al posterior álbum Live Licks, publicado en 2004.

## Historia
En 1970, los Rolling Stones tuvieron una amarga ruptura con su antiguo mánager Allen Klein y con el sello discográfico, Decca Records (que autorizó sus grabaciones a London Records para su publicación en Estados Unidos). Debido a los términos de su contrato anterior, todas sus grabaciones anteriores a 1970 estaban bajo el control total de Klein, hasta e incluyendo Let it Bleed, algunas pistas que llegaron a Sticky Fingers y Exile on Main St., así como toma inéditas, grabaciones y conciertos en vivo. Como resultado, los Stones formarían inmediatamente Rolling Stones Records, lo que les dio control sobre todas sus grabaciones posteriores.
Como resultado, cualquier disco recopilatorio que la banda deseara publicar tendía a dividirse en dos épocas: antes de la división y después de la división. ABKCO Records y Decca Records de Klein continuarían publicando discos de grandes éxitos no autorizados, tomas descartadas y discos de rarezas, y otras compilaciones a lo largo de las décadas de 1970, 1980 y 1990.
Por otro lado cualquier compilación editada por la banda solo contaría con material publicado a partir de 1971, por cualquiera de sus distribuidores o socios (como Atlantic Records o Virgin Records). Debido a varios acuerdos comerciales y fusiones de varias compañías discográficas a lo largo del tiempo, las barreras para crear un álbum recopilatorio retrospectivo unificado se resolvieron a principios de la década de 2000.

## Recepción de la crítica
Forty Licks recibió críticas mayoritariamente positivas de los críticos especializados, siguiendo el camino marcado por el enorme éxito de ventas que tuvo The Beatles 1 en el año 2000, abarcando lo mejor de la carrera de la banda en un solo álbum doble. Lanzado en septiembre de 2002, alcanzó el puesto número 2, tanto en el Reino Unido como en los Estados Unidos, detrás de ELV1S, un álbum de las mismas características. Aunque la crítica de Rob Brunner del álbum para Entertainment Weekly fue favorable, sintió que el álbum no era necesario porque la mayoría de los fans de la banda ya poseen todas las canciones notables en el álbum. Darryl Sterdan de Jam! CANOE también opinó que la mayoría de los fans ya poseían la mayoría de las canciones del álbum y que «Losing My Touch» era la única buena canción inédita de la colección Rob Sheffield de Rolling Stone opinó que faltaban varias canciones en el álbum, pero que la recopilación era emocionante y las cuatro nuevas canciones eran mucho mejores que sus otros trabajos recientes. Colin McElligatt de la revista Stylus opinó que la banda necesitaba una colección «todo incluido», pero la colección no gustará a todo el mundo.
Ha sido certificado cuádruple platino por la RIAA por ventas superiores a las cuatro millones de copias en los Estados Unidos.
Conjuntamente con el lanzamiento del álbum, los Stones se embarcaron en una nueva gira mundial, la Licks Tour, de la que obtendrían material para el álbum en vivo Live Licks del 2004, y para el DVD Four Flicks.

## Lista de canciones
Todas las canciones fueron compuestas por Mick Jagger y Keith Richards, salvo donde se indique.

### Disco uno
1. Street Fighting Man (3:15)
2. Gimme Shelter (4:31)
3. (I Can't Get No) Satisfaction (3:43)
4. The Last Time (3:40)
5. Jumpin' Jack Flash (3:42)
6. You Can't Always Get What You Want (7:28)
7. 19th Nervous Breakdown (3:56)
8. Under My Thumb (3:41)
9. Not Fade Away (Charles Hardin/Norman Petty) (1:48)
10. Have You Seen Your Mother Baby? (2:35)
11. Sympathy for the Devil (6:17)
12. Mother's Little Helper (2:46)
13. She's a Rainbow (4:12)
14. Get Off of My Cloud (2:55)
15. Wild Horses (5:43)
16. Ruby Tuesday (3:13)
17. Paint It, Black (3:44)
18. Honky Tonk Women (2:59)
19. It's All Over Now (Bobby Womack/Shirley Jean Womack) (3:26)
20. Let's Spend the Night Together (3:26)

### Disco dos
1. Start Me Up (3:33)
2. Brown Sugar (3:50)
3. Miss You (3:35)
4. Beast of Burden (3:28)
5. Don't Stop (3:59)
6. Happy (3:05)
7. Angie (4:32)
8. You Got Me Rocking (3:34)
9. Shattered (3:46)
10. Fool to Cry (4:07)
11. Love Is Strong (3:48)
12. Mixed Emotions (4:00)
13. Keys to Your Love (4:11)
14. Anybody Seen My Baby? (Mick Jagger/Keith Richards/K.D. Lang/Ben Mink) (4:07)
15. Stealing My Heart (3:42)
16. Tumbling Dice (3:47)
17. Undercover of the Night (4:13)
18. Emotional Rescue (3:41)
19. It's Only Rock'n Roll (But I Like It) (4:09)
20. Losing My Touch (5:06)
  - Los temas 5, 13, 15 y 20 son grabaciones nuevas del año 2002

## Posicionamiento en las listas
| Listas (2002–2003)                  | Mejor posición |
| ----------------------------------- | -------------- |
| Australia (ARIA)                    | 3              |
| Austria (Ö3 Austria)                | 3              |
| Bélgica (Ultratop flamenca)         | 1              |
| Bélgica (Ultratop valona)           | 1              |
| Canadá (Billboard Canadian Albums)  | 2              |
| Dinamarca (Hitlisten)               | 2              |
| Países Bajos (Album Top 100)        | 2              |
| Finlandia (Suomen Virallinen Lista) | 8              |
| Álbumes recopilatorios Francia      | 1              |
| Alemania (Offizielle Top 100)       | 2              |
| {Álbumes Grecia (IFPI)              | 1              |
| Hungría (MAHASZ)                    | 26             |
| Irlanda (IRMA)                      | 1              |
| Italia (FIMI)                       | 1              |
| Nueva Zelanda (Recorded Music NZ)   | 1              |
| Noruega (VG-lista)                  | 2              |
| Portugal (AFP)                      | 13             |
| Álbumes Polonia (OLiS)              | 16             |
| Escocia (Scottish Albums Chart)     | 2              |
| Suecia (Sverigetopplistan)          | 2              |
| Suiza (Schweizer Hitparade)         | 2              |
| Reino Unido (UK Albums Chart)       | 2              |
| Estados Unidos (Billboard 200)      | 2              |

| Listas (2002–2003)                  | Mejor posición |
| ----------------------------------- | -------------- |
| Australian Albums (ARIA)            | 38             |
| Austrian Albums (Ö3 Austria)        | 25             |
| Belgian Albums (Ultratop Flanders)  | 11             |
| Belgian Albums (Ultratop Wallonia)  | 32             |
| Canadian Albums (Nielsen SoundScan) | 15             |
| Dutch Albums (Album Top 100)        | 28             |
| German Albums (Offizielle Top 100)  | 20             |
| New Zealand Albums (RMNZ)           | 40             |
| Swedish Albums (Sverigetopplistan)  | 31             |
| Swiss Albums (Schweizer Hitparade)  | 20             |
| UK Albums (OCC)                     | 19             |
| US Billboard 200                    | 79             |
| Worldwide Albums (IFPI)             | 13             |

| Lista (2003)                       | Posición |
| ---------------------------------- | -------- |
| Australian Albums (ARIA)           | 69       |
| Dutch Albums (Album Top 100)       | 20       |
| German Albums (Offizielle Top 100) | 88       |
| UK Albums (OCC)                    | 101      |
| US Billboard 200                   | 56       |

| Lista (2006)    | Posición |
| --------------- | -------- |
| UK Albums (OCC) | 106      |

### Sencillos
| Single       | Chart (2002)           | Peak position |
| ------------ | ---------------------- | ------------- |
| "Don't Stop" | Mainstream Rock Tracks | 21            |
| "Don't Stop" | UK Top 75 Singles      | 36            |